# 黑马乡
黑马乡，是中华人民共和国四川省凉山彝族自治州甘洛县曾经下辖的一个乡。2020年6月，撤销黑马乡，原黑马乡所属行政区域为乌史大桥镇行政区域。

## 行政区划
黑马乡撤销前下辖以下地区：
娃洛普村、潘泽洛村、一铁阿莫村、娃估洛村和舍勒村。